# Karolis Žemaitis

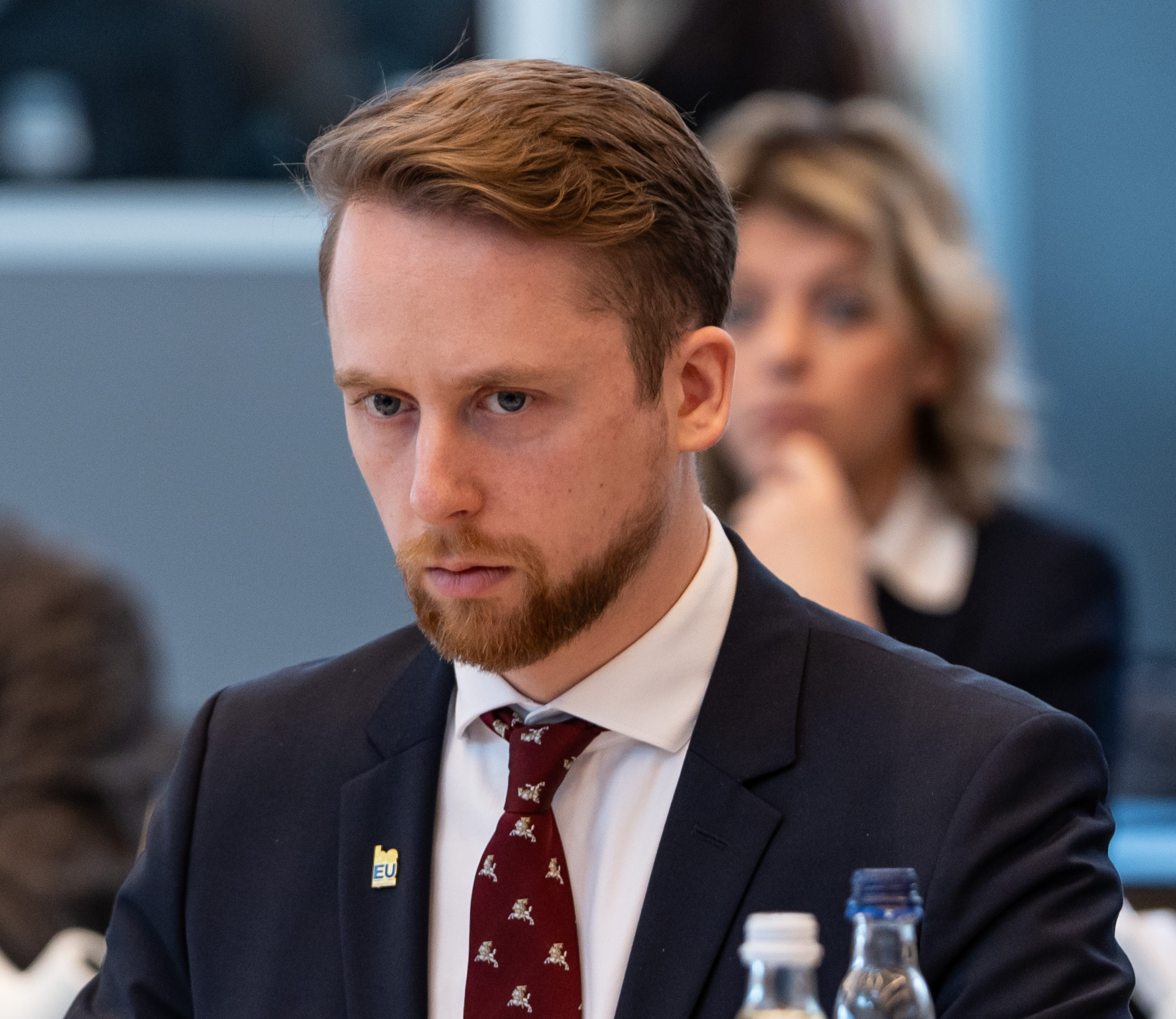
Karolis Žemaitis (2024)

Karolis Žemaitis (* 3. März 1993 in Kaunas) ist ein litauischer liberaler Politiker,  Vizeminister,  stellvertretender Wirtschaftsminister Litauens.

## Leben
Nach dem Abitur 2011 am Gymnasium in Kaunas absolvierte Žemaitis von 2011 bis 2015 das englischsprachige Bachelorstudium Economics and Politics und von 2016 bis 2018 das englischsprachige Masterstudium Internationales Marketing und Management an der privaten Hochschule ISM University of Management and Economics.
Von 2016 bis 2017 war Žemaitis Projektleiter bei der Stiftung „Jauniems“, von 2017 bis 2018 Projektmanager bei „Invest Lithuania“ und von 2017 bis 2018 Projektmanager an der Technischen Universität Kaunas. Von 2018 bis 2020 arbeitete er als Geschäftsleiter bei „Go Vilnius“. Von 2020 bis September 2022 war er Berater der Ministerin für Wirtschaft und Innovation der Republik Litauen. Seit September 2022 ist er stellvertretender Wirtschaftsminister Litauens und Stellvertreter von Aušrinė Armonaitė im Kabinett Šimonytė.
Bei Parlamentswahl in Litauen 2020 war er Kandidat zum 13. Seimas im Wahlbezirk Žaliakalnis in seiner Heimatstadt Kaunas.
Žemaitis ist Mitglied der Laisvės partija.
Žemaitis ist verheiratet und hat eine Tochter.